# Paula Yacoubian

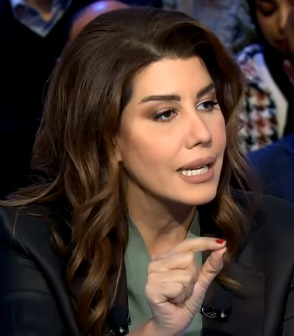
Paula Yacoubian, 2020

Paula Yacoubian (* 4. April 1976) ist eine libanesische Fernsehmoderatorin und Politikerin.

## Leben
Yacoubian begann 1995 beim Fernsehsender ICN (Independent Communications Network). Bald wurde sie Leiterin der Nachrichtenabteilung und erhielt ihre eigene Nachrichtensendung namens Al Sulta al Raabi'a (Vierte Gewalt). Danach wechselte sie zu LBCI (Lebanese Broadcasting Corporation International) und moderierte dort die Morgensendung Nharkon Saeed (Guten Morgen). Nach mehreren Stellenwechseln über MTV Lebanon (Murr Television), Arab Radio and Television landete sie bei al-Hurra, wo ihr späterer Mann Muwaffak Harb den Nachrichtensender leitete.
Seit ihrer Rückkehr in den Libanon ist Yacoubian beim Sender Future TV angestellt, wo sie die Sendung Inter-views leitet. Am 6. Mai 2018 kandidierte sie bei der Parlamentswahl im Libanon und erlangte einen Sitz in der Nationalversammlung.
Nach der Explosionskatastrophe in Beirut 2020 legte sie ihr Mandat nieder.
Yacoubian gehört der armenischen Volksgruppe im Libanon an, ist geschieden und Mutter eines Sohnes.

## Auszeichnungen
- Offizier des Kronenordens, Königreich Belgien 2017